# FK Sluzk
Der FK Sluzk (belarussisch ФК Слуцк) ist ein Fußballverein aus der belarussischen Stadt Sluzk. Er spielt seit der Saison 2014 in der Wyschejschaja Liha, der höchsten Spielklasse von Belarus.

## Geschichte
Der Verein wurde 1998 als Sluzkzukar (belarussisch Слуцкцукар; russisch Слуцксахар/Sluzksachar) Sluzk gegründet und war zunächst auf regionaler Ebene innerhalb der Minskaja Woblasz aktiv. Ab 2008 spielte er in der Druhaja Liha, der dritthöchsten Spielklasse von Belarus, wo er in der Saison 2010 der 2. Platz belegte, welcher zum Aufstieg in die zweitklassige Perschaja Liha berechtigte. Nach einer Namensänderung in FK Sluzk und zwei 5. Plätzen in den Spielzeiten 2011 und 2012 gelang 2013 als Meister der Aufstieg in die Wyschejschaja Liha. Dort belegte die Mannschaft in der Saison 2014 den 9. und in der Saison 2015 den 11. Platz.